# 秋の歌 (武満徹)
『秋の歌』(あきのうた、ドイツ語: Herbstlied) は武満徹による編曲作品。1993年 (平成5年) に編曲された。原曲は、チャイコフスキーのピアノ曲『四季』の第10曲「10月 秋の歌」。

## 編曲の経緯
1993年 (平成5年) の八ヶ岳高原音楽祭〈秋の歌～クラシックやポップスの境界を越えて〉のためのアンコールピース用に編曲された。当時、同音楽祭はスビャトスラフ・リヒテルと武満徹が隔年で音楽監督を務めていた。

## 初演
1993年9月25日、八ヶ岳高原音楽祭にて、リチャード・ストルツマン (クラリネット独奏)・八ヶ岳高原音楽祭祝祭カルテット (豊嶋泰嗣、深山尚久、小林秀子、 田中雅弘) により世界初演。

## 編成
- クラリネット独奏
- 弦楽四重奏

## 演奏時間
約4分

## 出版
ショット・ミュージック

## 録音
- 武満徹 響きの海 室内楽曲全集 5、キングレコード KICC 589-590、鈴木良昭 (クラリネット)、鈴木理恵子・松原勝也 (ヴァイオリン)、城戸喜代 (ヴィオラ)、安田謙一郎 (チェロ)、2004年 (平成16年) 6月9日、東京オペラシティコンサートホール・ライブ録音